# Relações entre Dinamarca e Palestina
As relações entre a Dinamarca e a Palestina designam os laços, trocas, confrontos, colaborações e encontros, de natureza econômica, diplomática e cultural, que Dinamarca e Palestina mantiveram ontem e mantêm hoje.
A Dinamarca tem um escritório de representação em Ramallah. O Estado da Palestina tem uma missão semi-diplomática com posto de embaixada em Copenhague. No entanto, a Dinamarca não reconhece a existência da Palestina e seus direitos à soberania, proibindo assim relações reais e às vezes se opõe de alguma forma à Autoridade Palestina.

## Reconhecimento do Estado da Palestina
Em 29 de novembro de 1947, a Dinamarca vota a favor do plano de partição das Nações Unidas para a Palestina, apoiando a divisão da Palestina em dois estados. Em dezembro de 2010, a Autoridade Nacional Palestina pediu à Dinamarca que reconhecesse o estado com suas fronteiras de 1967. Em janeiro de 2011, Dinamarca e Noruega declararam que reconheceriam em breve o Estado da Palestina e, em 9 de março, Mahmoud Abbas visitou a Dinamarca pela primeira vez, para discutir as relações bilaterais entre a Dinamarca e o Reino Unido. Durante a visita, a chanceler dinamarquesa Lene Espersen declara que a Dinamarca não tem planos de reconhecer o Estado da Palestina. Em 29 de maio, os sociais-democratas revelaram que, se ganhassem as próximas eleições legislativas, reconheceriam o Estado da Palestina.
Em 15 de setembro de 2011, os sociais-democratas vencem as eleições dinamarquesas em 2011 e expressam o seu apoio à adesão da Palestina às Nações Unidas, mas aguardam uma decisão comum da União Europeia. Em 22 de setembro de 2012, centenas de dinamarqueses manifestam-se em frente ao Folketing. Embaixador Palestino na Dinamarca diz: “Este reconhecimento fortalecerá as relações dano-árabe e reflete o apoio do povo dinamarquês à candidatura palestina à ONU”. Em outubro de 2012, a Dinamarca se absteve de votar na resolução para a Palestina ingressar na UNESCO.
A Aliança Vermelha-Verde Dinamarquesa (Enhedslisten) é um apoiador de um estado palestino independente, mas nenhum outro partido representado no Folketing tem o reconhecimento dinamarquês da Palestina como uma linha partidária.

## Ajuda dinamarquesa ao desenvolvimento
A Dinamarca fornece assistência aos territórios palestinos ocupados de três maneiras. O país continua participando do processo de paz, promovendo o Roteiro para a paz entre outras iniciativas. O Departamento de Negociações da OLP participa de uma iniciativa de construção da paz que a Dinamarca apoia. A Dinamarca apoia a criação de um estado palestino soberano, democrático e pacífico. Atualmente apoia organizações que colocam em prática as pré-condições para esses ideais, como o combate à corrupção, o fortalecimento dos direitos humanos e a garantia de eleições livres e justas.
A Dinamarca também busca melhorar as condições de vida na Palestina apoiando o desenvolvimento do setor privado. O país está atualmente apoiando conselhos locais menores na região de Jenin por meio de fusões e capacitação. Um aumento na integração econômica entre a Cisjordânia e Israel também é uma meta dos dinamarqueses.
Em maio de 2017, a Autoridade Palestina, por meio de sua organização Comitê Técnico de Assuntos da Mulher (WATC), nomeou um centro feminino na cidade de Burqa em homenagem a Mughrabi e a celebrou como modelo. O centro está sendo construído com a ajuda do governo norueguês e da ONU Mulheres. A Organização das Nações Unidas condena o nome como "glorificação do terrorismo" e exige que seu logotipo seja removido do prédio. O Ministério das Relações Exteriores da Dinamarca inicia suas próprias investigações sobre o WATC e descobre que está ocultando informações centrais sobre o nome do centro, então o país termina sua relação de trabalho com o WATC. Como resultado dessas descobertas, o ministério dinamarquês também parou de financiar 23 outras ONGs na Palestina em 1 de janeiro de 2018.

## Palestinos na Dinamarca
Na década de 1980, durante a guerra civil libanesa, 19.000 refugiados palestinos fugiram para a Dinamarca. 1000 deles vêm de Lubya.